# Dieter Krause (Journalist)
Dieter Krause (geboren 1947 in Berlin) ist ein deutscher Journalist.

## Leben
Dieter Krause wuchs im Kollwitz-Kietz in Ost-Berlin auf, nach dem Mauerbau zog die Arbeiterfamilie nach Pankow. Krause studierte Philosophie an der Humboldt-Universität. Er arbeitete zunächst als Redakteur bei der Berliner Zeitung und war dann am Institut für Soziologie der Humboldt-Universität beschäftigt. Er gehörte Ende der 1970er Jahre einem Zirkel an, der vom IM Arnold Schölzel überwacht und durch das Ministerium für Staatssicherheit aufgelöst wurde. In der Zeit der politischen Wende in der DDR wurde er kurzzeitig Redaktionsleiter der Wochenzeitung die andere der Bürgerrechtsbewegung. Ab Sommer 1990 arbeitete Krause zwanzig Jahre als Journalist im Berliner Büro der Illustrierten Stern und wurde stellvertretender Leiter des Hauptstadtbüros.
Krause veröffentlichte 2017 einen Band Kindheitserinnerungen.

## Werke (Auswahl)
- Kollwitz 66. Berliner Kindheit in den fünfziger Jahren. Frankfurt am Main: Schöffling, 2017 ISBN 978-3-895-61102-5.
- Dieter Krause, Birgit Lahann: Die Lektüre war für viele ein Schock, Interview mit Marianne Birthler, in: Stern, Heft 2/2002.